# Troposfære
Troposfæren (græsk: tropē for vending og sphaîra for kugle) er det nederste lag af Jordens atmosfære og dermed en del af biosfæren. Den indeholder omkring 80% af atmosfærens masse og 99% af dens vanddamp og aerosoler, som aldrig forlader Jorden, men ophobes heri, dvs. forbliver i  biosfæren. I troposfæren findes næsten al det vand, der er i atmosfæren; dels som vanddamp, og dels kondenseret til skyer, tåge eller som nedbør. Det er også her, langt det meste vejr "foregår". 
I troposfæren aftager temperaturen med højden; for hver kilometer, man stiger til vejs, aftager luftens temperatur med ca. 6,5 grader Celsius. Dette fortsætter hele vejen op til den øvre grænse for troposfæren, som ved polerne ligger i ca. 7 kilometers højde, ved ækvator i ca. 18 kilometers højde, og på vore breddegrader ca. 12 kilometer over havoverfladen. Ovenfor afgrænses troposfæren af den såkaldte tropopause, hvor temperaturen er konstant uanset højden.
Store cumulonimbus- eller "byge-skyer" kan til tider vokse sig så høje, at de når op til den øvre grænse for troposfæren. Da væksten i disse skyer bl.a. "drives" af, at temperaturen i troposfæren aftager med højden, virker tropopausen med dens konstante temperatur som et "låg", der forhindrer skyen i at vokse yderligere opad. Men hvis der bliver ved med at stige fugtig luft op nedefra, tvinges den øverste del af skyen til at brede sig ud i vandret retning, hvorved skyen får facon som en kæmpemæssig ambolt.

## Galleri
- Cumulonimbus